# Gubbelandet
Gubbelandet, finska: Ukonmaa, är en ö i Finland. Den ligger i kommunen Kyrkslätt i landskapet Nyland, i den södra delen av landet. Ön ligger omkring 38 kilometer sydväst om Helsingfors.
Öns area är 15,5 hektar och dess största längd är 0,8 kilometer i nord-sydlig riktning. Gubbelandet ligger mellan Sandöfjärden i öster och Obbnäsfjärden i väster. Ön har Österkobben och Västerkobben i sydväst, Karlhamn i nordväst, Ramsö i norr, Tuvö i nordöst, Bötet i öster samt de små skären Gubbelandskobbarna och Fiskgrundet i söder.